# Cerco de Cartago
O cerco de Cartago foi o principal confronto da Terceira Guerra Púnica travada entre Cartago e Roma. Consistiu num cerco de quase três anos à capital cartaginesa, Cartago (um pouco a nordeste de Túnis). Em 149 a.C., um grande exército romano desembarcou em Útica, no norte da África. Os cartagineses esperavam apaziguar os romanos todavia, apesar dos cartagineses terem entregado todas as suas armas, os romanos continuaram a sitiar a cidade de Cartago. A campanha romana sofreu repetidos reveses ao longo de 149 a.C., aliviado apenas por Cipião Emiliano, um oficial de patente média, que distinguiu-se várias vezes. Um novo comandante romano assumiu em 148 a.C., e se saiu igualmente mal. Na eleição anual dos magistrados romanos no início de 147 a.C., o apoio público a Cipião foi tão grande que as restrições de idade usuais foram suspensas para permitir que ele fosse nomeado comandante na África.
O mandato de Cipião começou com dois sucessos cartagineses, mas ele reforçou o cerco e iniciou a construção de uma grande toupeira para evitar que suprimentos entrassem em Cartago por meio de violador de bloqueio. Os cartagineses reconstruíram parcialmente sua frota e fizeram uma surtida, para surpresa dos romanos. Após um confronto indeciso, os cartagineses administraram mal sua retirada e perderam muitos navios. Os romanos então construíram uma grande estrutura de tijolos na área do porto, que dominava a muralha da cidade. Na primavera de 146 a.C., os romanos lançaram seu ataque final e durante sete dias destruíram sistematicamente a cidade e mataram seus habitantes; somente no último dia eles fizeram prisioneiros – 50 mil, que foram vendidos como escravos. Os antigos territórios cartagineses tornaram-se a província romana da África, com Útica como sua capital. Passou-se um século antes que o local de Cartago fosse reconstruído como uma cidade romana.

## Fontes primárias

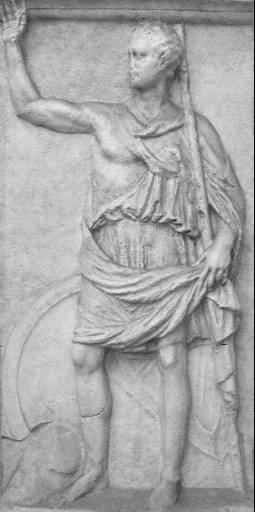
Políbio

## Contexto

Mapa da extensão aproximada dos territórios númida, cartaginesa e romana em

## Forças opostas

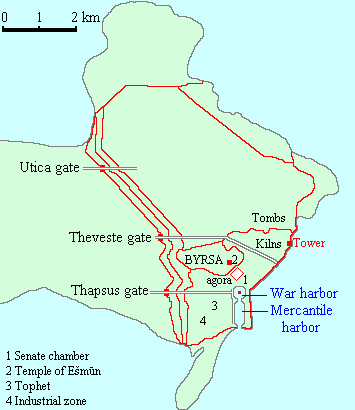
As defesas de Cartago

### 

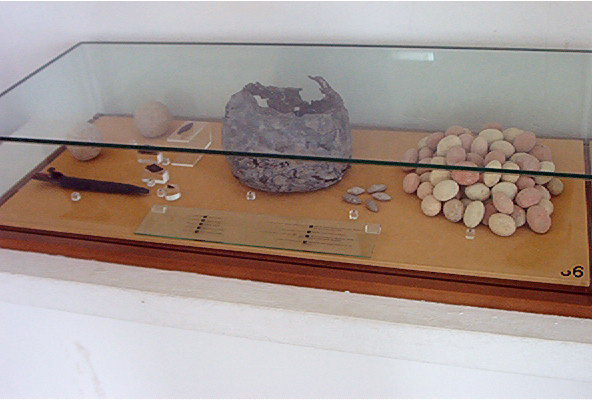
Pontas de flecha, restos de punhal e pedras para estilingues expostos no Museu Nacional de Cartago

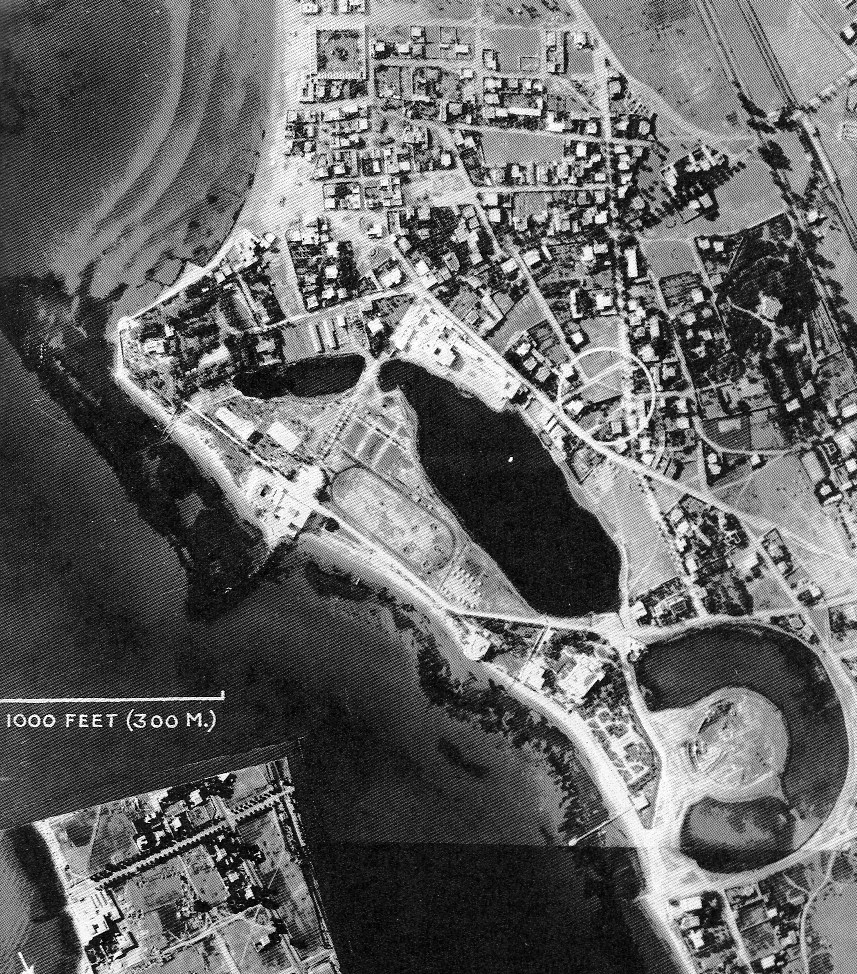
Uma fotografia dos restos da base naval da cidade de Cartago. Os restos do porto mercantil estão no centro e os do porto militar estão no canto inferior direito